# Machimus agilis
Machimus agilis là một loài ruồi trong họ Asilidae. Machimus agilis được Wiedemann miêu tả năm 1828. Loài này phân bố ở miền Ấn Độ - Mã Lai.